# الفراشة (مسلسل 1971)
الفراشة هو مسلسل تليفزيوني مصري عُرض أول مرة سنة 1971، بطولة صلاح ذو الفقار وماجدة الخطيب وإخراج كمال الشامي.

## الأحداث
وتدور الأحداث حول معاناة الأديب المشهور رمزي عمر (صلاح ذو الفقار) وحبه لابنة الباشا الفتاة المُدللة المغرورة التي لا تستحق عواطفه سميحة (ماجدة الخطيب) وكان يرى أن المسافة بينه وبينها أقرب إلى نظره من المسافة بين الفراشة ومصدر النور. وكانت رحلة عُمْر حلقت فيها الفراشة حول النور. ثم كانت النهاية التي كانت أغرب من الخيال.

## الشخصيات الرئيسية
- صلاح ذو الفقار
- ماجدة الخطيب
- محسن سرحان
- محمود الحديني
- ناهد جبر
- عزيزة راشد
- إحسان شريف
- مدحت غالي
- يسرية الحكيم
- محمد شعلان
- رجاء أمين
- ناجي أنجلو
- سهير صبري
- محمد لطفي